# Neivamyrmex laevigatus
Neivamyrmex laevigatus är en myrart som först beskrevs av Borgmeier 1948.  Neivamyrmex laevigatus ingår i släktet Neivamyrmex och familjen myror. Inga underarter finns listade i Catalogue of Life.